# Trường Đại học Bách khoa, Đại học Đà Nẵng

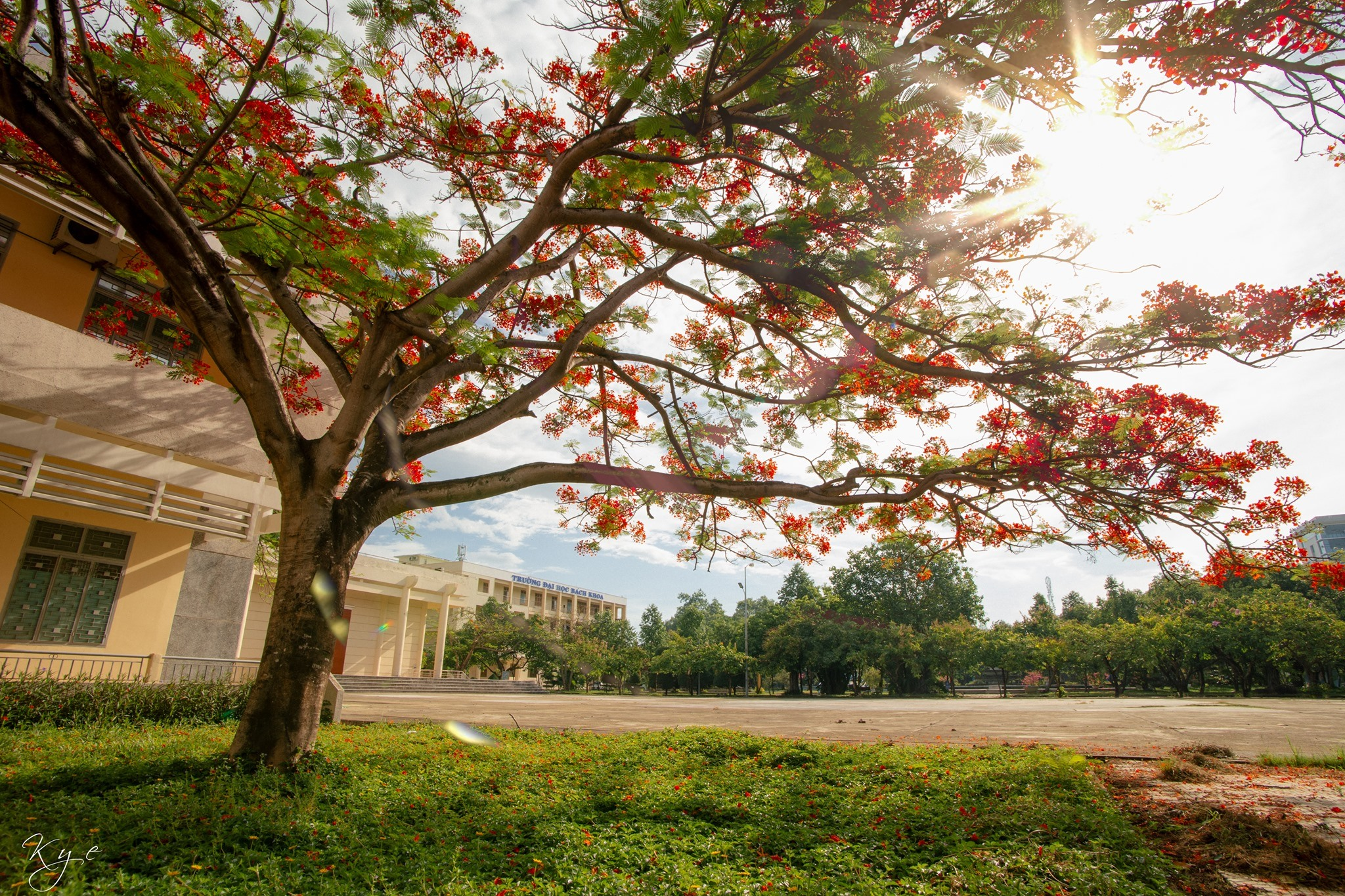

Trường Đại học Bách khoa (BKĐN; tiếng Anh: Da Nang University of Science and Technology – DUT) là trường đại học đầu ngành về lĩnh vực kỹ thuật ở miền Trung Việt Nam, có trụ sở tại Đà Nẵng, Việt Nam. Trường Đại học Bách khoa được xem là trung tâm nghiên cứu khoa học kỹ thuật và chuyển giao công nghệ hàng đầu khu vực miền Trung Việt Nam, trực thuộc Đại học Đà Nẵng và được xếp vào nhóm các đại học trọng điểm quốc gia.
Năm 2017, trường trở thành 1 trong 4 trường đại học đầu tiên của Việt Nam đạt chuẩn quốc tế trong đào tạo và nghiên cứu do Hội đồng cấp cao đánh giá nghiên cứu và giáo dục đại học châu Âu (HCERES) công nhận.

## Lịch sử

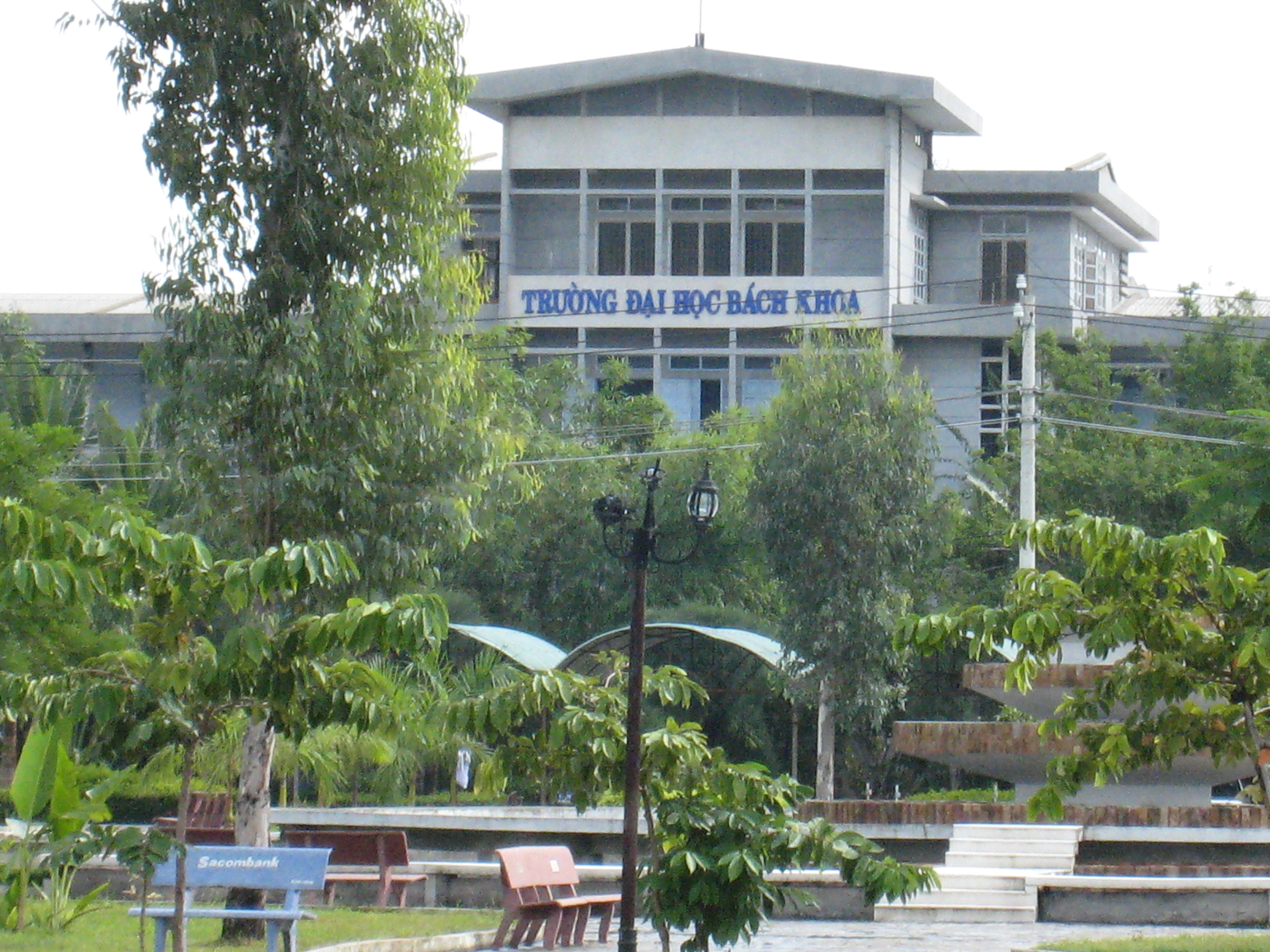
Khu Hiệu bộ - Trường Đại học Bách khoa Đà Nẵng

Trường Đại học Bách khoa Đà Nẵng tiền thân là Viện Đại học Đà Nẵng, được thành lập năm 1975 và chính thức mang tên Trường Đại học Bách khoa Đà Nẵng từ năm 1976. Các giai đoạn phát triển chính:

### 1975: Viện Đại học Đà Nẵng
- Ngày 15 tháng 7 năm 1975, Viện Đại học Đà Nẵng được thành lập theo Quyết định số 66/QĐ của Ủy ban nhân dân cách mạng khu Trung Trung Bộ, bao gồm các khoa: khoa Dự bị, khoa Điện, khoa Cơ khí và khoa Kinh tế. Khu A hiện nay trước năm 1975 vốn là Đại chủng viện Hòa Bình, phân khoa Triết học của Đại chủng viện Xuân Bích Huế tại Đà Nẵng. Ngày nay, một dãy nhà cổ của Đại chủng viện được giữ lại và là nơi làm việc của Ban giám hiệu nhà trường[1].

### 1976–1993: Trường Đại học Bách khoa Đà Nẵng
- Tháng 10 năm 1976, Thủ tướng Chính phủ ra Quyết định số 426/TTg thành lập trường Đại học Bách khoa Đà Nẵng trên cơ sở của Viện Đại học Đà Nẵng và thành lập khoa Cơ bản, khoa Xây dựng thuộc trường.
- Năm 1978, thành lập khoa Hoá.
- Năm 1986, khoa Kinh tế tách ra thành phân hiệu Đại học Kinh tế Đà Nẵng.
- Năm 1988, thành lập khoa Năng lượng.

### 1994–2003: Trường Đại học Kỹ thuật, Đại học Đà Nẵng
- Năm 1994, theo Nghị định số 32/CP ngày 4 tháng 4 năm 1994 của Chính phủ thành lập Đại học Đà Nẵng, trong đó trường Đại học Bách khoa Đà Nẵng trở thành trường Đại học Kỹ thuật - một trong những trường thành viên của Đại học Đà Nẵng. Trường Đại học Kỹ thuật - Đại học Đà Nẵng bao gồm các khoa kỹ thuật và đội ngũ cán bộ, cơ sở vật chất kế thừa từ trường Đại học Bách khoa Đà Nẵng.
- Năm 1995, khoa Xây dựng Dân dụng và Công nghiệp, khoa Xây dựng Cầu - Đường và khoa Xây dựng Thủy lợi - Thủy điện được hình thành từ khoa Xây dựng. Thành lập các khoa Công nghệ Nhiệt - Điện lạnh, khoa Cơ sở Kỹ thuật và khoa Công nghệ Thông tin - Điện tử Viễn thông.
- Năm 1997, thành lập khoa Sư phạm Kỹ thuật.
- Năm 1999, Chương trình đào tạo Kỹ sư chất lượng cao (PFIEV) đi vào hoạt động.

### 2004–nay: Trường Đại học Bách khoa, Đại học Đà Nẵng
- Năm 2004, Bộ trưởng Bộ Giáo dục và Đào tạo ra Quyết định số 1178/QĐ-BGD&ĐT-TTCB đổi tên trường Đại học Kỹ thuật Đà Nẵng thành trường Đại học Bách khoa - Đại học Đà Nẵng. Khoa Công nghệ Thông tin - Điện tử Viễn thông được tách ra thành lập hai khoa mới: khoa Công nghệ Thông tin và khoa Điện tử - Viễn thông.
- Năm 2005, khoa Cơ khí Giao thông được thành lập.
- Năm 2006, Chương trình đào tạo đại học tiên tiến Advanced Program đi vào hoạt động.
- Năm 2007, thành lập hai khoa mới: khoa Môi trường và khoa Quản lý Dự án.
- Năm 2012, thành lập khoa Kiến trúc (được tách ra từ bộ môn Kiến trúc - Quy hoạch, khoa Xây dựng Dân dụng và Công nghiệp).
- Năm 2017, thành lập khoa Khoa học Công nghệ tiên tiến trên cơ sở sáp nhập Chương trình đào tạo Kỹ sư chất lượng cao (PFIEV), Chương trình đào tạo kỹ sư tiên tiến Việt - Mỹ và Trung tâm Xuất sắc.[2]

## Hiệu trưởng qua các thời kỳ

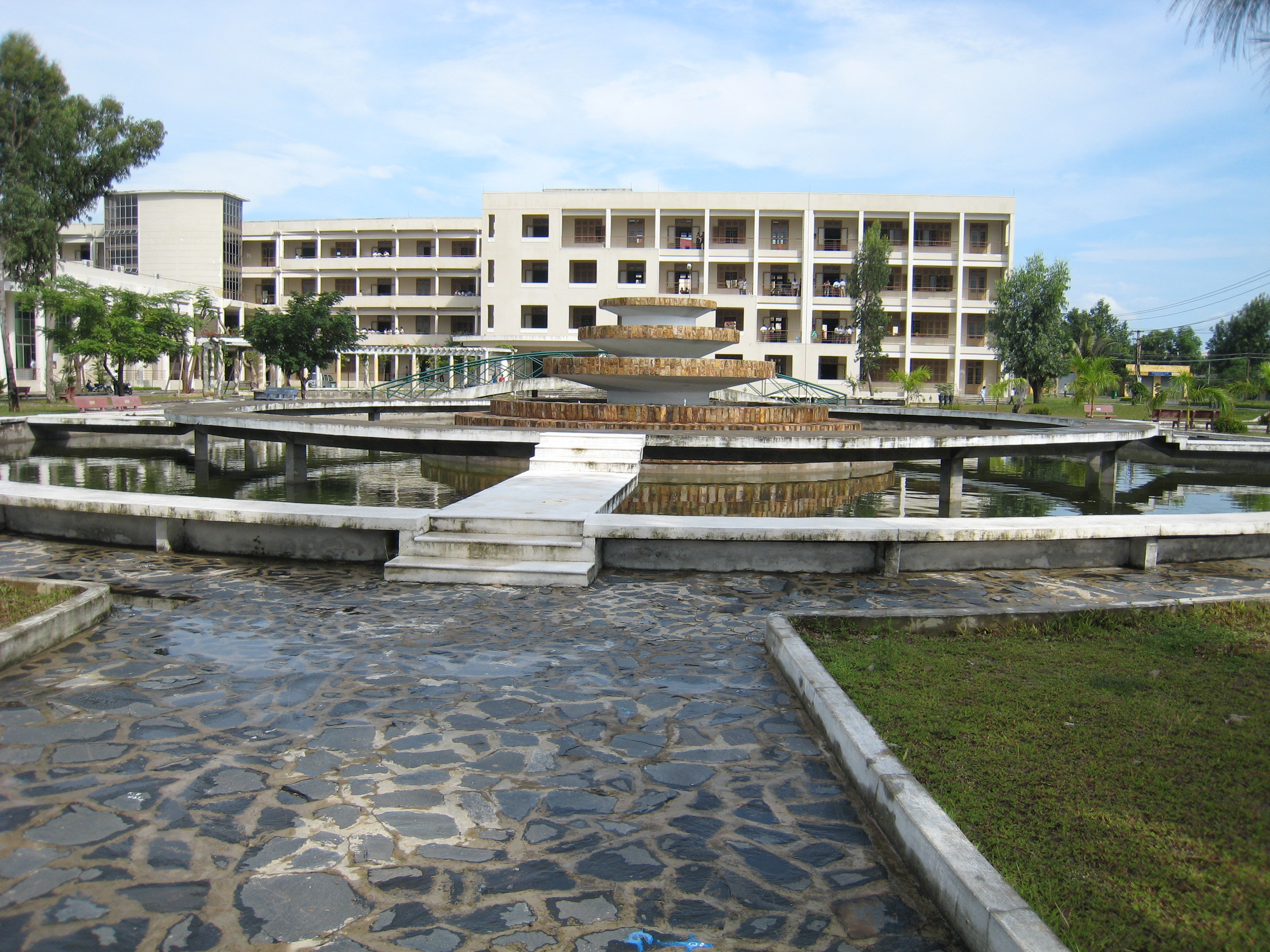
Khu F - Trường Đại học Bách khoa Đà Nẵng

| STT | Hiệu trưởng              | Thời gian   |
| --- | ------------------------ | ----------- |
| 1   | PGS. TS. Lý Ngọc Sáng    | 1975 - 1988 |
| 2   | GS. TSKH. Phan Kỳ Phùng  | 1988 - 1995 |
| 3   | PGS. TS. Phạm Phú Lý     | 1995 - 2004 |
| 4   | GS. TSKH. Bùi Văn Ga     | 2004 - 2006 |
| 5   | GS. TS. Trần Văn Nam     | 2006 - 2010 |
| 6   | GS. TS. Lê Kim Hùng      | 2010 - 2017 |
| 7   | PGS. TS. Đoàn Quang Vinh | 2017 - 2022 |
| 8   | PGS. TS. Nguyễn Hữu Hiếu | 2022 - nay  |

## Hợp tác phát triển

### Trong nước
Trường có quan hệ hợp tác đào tạo với Đại học Bách khoa Hà Nội, Trường Đại học Bách khoa Thành phố Hồ Chí Minh, Trường Đại học Xây dựng Hà Nội, Trường Đại học Kiến trúc Hà Nội cùng nhiều trường đại học, viện nghiên cứu khác trong nước. Hiện nay trường đang liên kết đào tạo với 15 trung tâm giáo dục thường xuyên của tất cả các tỉnh thuộc khu vực miền Trung - Tây Nguyên và một số tỉnh thành thuộc khu vực miền Nam, từ Quảng Bình đến Ninh Thuận, Lâm Đồng, TP. Hồ Chí Minh, Cần Thơ...kịp thời đáp ứng nhu cầu nhân lực tại chỗ cho phát triển kinh tế xã hội của các địa phương. Ngoài ra, nhà trường cũng đang đào tạo nhiều lớp hệ cử tuyển theo kế hoạch của Bộ Giáo dục và Đào tạo.

### Quốc tế
Trong hợp tác quốc tế, trường có mối quan hệ truyền thống với các trường đại học uy tín trên thế giới như: Đại học Washington, Đại học Portland State, Đại học Catholic University of America, Đại học Kỹ thuật Texas (Hoa Kỳ), Đại học Bách khoa Quốc gia Grenoble, Đại học Trung tâm Lyon, Đại học Joseph Fourier, Đại học Nantes, Đại học Nam Toulon Var, Đại học Nice (Pháp); Đại học Montréal, Đại học École Supérieure de Technologies (Canada); Đại học Osaka, Đại học Công nghệ Nagaoka, Đại học Kyoto, Đại học Kumamoto, Đại học Obirin (Nhật Bản); Đại học Công nghệ Nanyang, Đại học Quốc gia Singapore (Singapore); Học viện Công nghệ châu Á, Đại học Khone Kaen, Đại học Udon Thani, Đại học Ubon (Thái Lan); Đại học Kỹ thuật Graz (Áo); Đại học Liege (Bỉ)...
Trong khuôn khổ hợp tác đào tạo song phương, hiện có khoảng 300 sinh viên quốc tế của các nước Lào, Trung Quốc, Hàn Quốc, Nhật Bản...đang theo học đại học, cao học và thực tập trao đổi ngắn hạn tại trường Đại học Bách khoa Đà Nẵng.

## Bê bối liên quan

### Vụ tham ô tại Trường Đại học Bách khoa Đà Nẵng
Tối ngày 23 tháng 2 năm 2023, Cơ quan CSĐT Công an TP. Đà Nẵng đã tống đạt quyết định khởi tố bị can và thi hành Lệnh bắt tạm giam đối với ông Đoàn Quang Vinh (SN 1962, cựu Hiệu trưởng Trường Đại học Bách khoa - Đại học Đà Nẵng) về tội "vi phạm quy định về quản lý, sử dụng tài sản Nhà nước gây thất thoát, lãng phí” qui định tại Khoản 3, Điều 219 Bộ Luật hình sự. Cựu Hiệu trưởng Đoàn Quang Vinh liên quan đến vụ án "rút ruột" tài sản do Trưởng phòng Kế hoạch - Tài chính và Thủ quỹ tham ô hơn 80 tỷ đồng (Chuyên đề Công an TPHCM đã đưa tin).
Ngày 3 tháng 3 năm 2023, Thiếu tá Nguyễn Kim Trung, Trưởng phòng Cảnh sát Kinh tế Công an TP Đà Nẵng, cho biết hiện tại Cơ quan điều tra đã phong tỏa giao dịch, kê biên và tạm giữ số tài sản trị giá hơn 100 tỉ đồng trong vụ án tham ô xảy ra tại Trường ĐH Bách khoa - ĐH Đà Nẵng. Cơ quan điều tra cũng xác định, tổng số tiền bị "rút ruột" mà các đối tượng đã thực hiện tại Trường ĐH Bách khoa Đà Nẵng là 136 tỉ đồng.